# Something to Remember
 (срп. Нешто за памћење) је Мадонина компилација најбољих балада, издата 7. новембра 1995. године. Издала ју је компанија Warner Bros. Records. Албум садржи и три нове песме: I Want You, You'll See и One More Chance , као и ремикс песме Love Don't Live Here Anymore са албума Like a Virgin. Продата је у око 8 милиона примерака.

## Историја албума
Мадонин прошли студијски албум доказао је да се коначно „смирила“, па је, искористивши моменат, решила да изда и колекцију својих најлепших балада. Неколико песама су са саундтрекова филмова, и нису се уопште појављивале ни на једном ранијем албуму.
Ту су биле и три нове песме. Мадона је поново радила са продуцентом Нилом Хупером на песми I Want You, која је заправо сарадња са трип-хоп бендом Месив Атек. Ово је обрада класика Марвина Геја, која је била планирана као сингл, па је чак добила и црно-бели стилизовани спот, али ипак до реализације издавања песме као сингл није дошло због крајње млаке реакције.
You'll See и One More Chance су биле друге две песме које је снимио и продуцирао тандем Мадоне и Дејвида Фостера. Спот за песму You'll See представља наставак приче из спота за Take a Bow, најуспешнијег сингла са Bedtime Stories.
Јапанска верзија албума садржала је и песму La Isla Bonita, а латиноамеричка и шпанска издања садржала су и песму Verás, шпанску верзију песме You'll See.

## Списак песама
| #   | Име | Трајање |
| --- | --- | ------- |
| 1.  | [са Месив Атек] нова песма Аутори: Лион Вер, Артур Рос Продуцент: Нил Хупер | 6:23    |
| 2.  | са саундтрека за филм With HonorsАутори: Патрик Леонард, Мадона, Ричард Пејџ Продуценти: Мадона и Патрик Леонард | 4:23    |
| 3.  | са албума Аутори: Бејбифејс, Мадона Продуценти: Бејбифејс и Мадона | 5:21    |
| 4.  | нова песма Аутори: Мадона, Дејвид Фостер Продуценти: Мадона и Дејвид Фостер Аранжирали Мадона и Дејвид Фостер, Инжињеринг и микс: Дејвид Рајцаз                                                                       | 4:41    |
| 5.  | са саундтрека филма Аутори: Џон Бетиц, Џон Линд Продуцент: Џон Џелибин Бенитез Аранжман: Боб Монси | 4:05    |
| 6.  | са саундтрека филма Аутори: Мадона, Шеп Петибон Продуценти: Мадона и Шеп Петибон | 5:10    |
| 7.  | са албума Аутори: Мадона, Патрик Леонард Продуценти: Мадона и Патрик Леонард | 5:52    |
| 8.  | са албума Аутор: Мајлс Грегори Продуцент: Најл Роџерс Ремикс продукција, инжињеринг и микс: Дејвид Рајцаз | 4:54    |
| 9.  | са албума Аутори: Мадона и Патрик Леонард Продуценти: Мадона и Патрик Леонард | 5:04    |
| 10. | са албума Аутори: Бејбифејс, Мадона Продуценти: Нил Хупер и Мадона | 4:09    |
| 11. | нова песма Аутори: Мадона, Дејвид Фостер Продуценти: Мадона и Дејвид Фостер Инжињеринг и микс: Дејвид Рајцаз | 4:28    |
| 12. | са албума Аутори: Мадона, Шеп Петибон Продуценти: Мадона и Шеп Петибон | 5:29    |
| 13. | са албума Аутори: Мадона, Патрик Леонард Продуценти: Мадона и Патрик Леонард | 4:59    |
| 14. | [са Месив Атек] Аутори: Лион Вер, Артур Рос Продуцент: Нил Хупер | 6:04    |
| 15. | бонус песма на јапанском издању са албума Аутори: Мадона, Патрик Леонард, Брус Гајч Продуценти: Мадона и Патрик Леонард                                                                                               | 4:02    |
| 16. | бонус песма на издањима за шпанско говорно подручје Аутори: Мадона, Нил Хупер, Текст на шпанском: Пас Мартинез Продуценти: Мадона и Дејвид Фостер Аранжирали Мадона и Дејвид Фостер, Инжињеринг и микс: Дејвид Рајцаз | 4:21    |

## Синглови
| #  | Име             | Датум                                                   |
| -- | --------------- | ------------------------------------------------------- |
| 1. |                 | Октобар 1995. (само Промо видео)                        |
| 2. |                 | 21. новембар 1995.                                      |
| 3. |                 | 25. децембар 1995 (УК)                                  |
| 4. | One More Chance | 7. март 1996. (УК и Аустралија)                         |
| 5. | (Remix)         | 19. март 1996.(Северна Америка, Аустралија и Француска) |

## Мадона оSomething to Remember
Слушање овог албума ме одводи на путовање. Свака песма је као мапа мог живота. Не слушам своје плоче кад их завршим. Размишљам о томе шта ћу следеће да радим. Али, ово је својеврсна ретроспектива, песме од којих ме осећања преплаве толико да нисам у стању да причам.
Толико је контроверзе пратило моју каријеру да се мојој музици уопште посвећивало имало пажње. Ове песме никако нису заборављене. Мада не жалим због уметничких избора које сам чинила, научила сам да ценим идеју да ствари радим на једноставнији начин. Тако, без помпе, без икакве буке, поклањам вам ову колекцију балада. Неке су старе, неке нове, а све су из мог срца.

## Продаја
| Држава               | Највиша позиција на листи | Сертификација        | Продаја    |
| -------------------- | ------------------------- | -------------------- | ---------- |
| Аустралија           |                           | 4x Платинаст         | 280.000+   |
| Аустрија             | 1                         | Платинаст            | 20.000+    |
| Бразил               |                           | Златан               | 100.000+   |
| Канада               |                           | 2x Платинаст         | 200.000+   |
| Финска               | 1                         | 2x Платинаст         | 93 043+    |
| Француска            | 3                         | 2x Златни            | 200.000+   |
| Немачка              | 2                         | Платинаст            | 300.000+   |
| Холандија            | 19                        | Платинаст            | 100.000+   |
| Нови Зеланд          | 8                         |                      |            |
| Норвешка             | 6                         |                      |            |
| Пољска               |                           | Златни               | 20.000+    |
| Шведска              | 3                         | Платинаст            | 100.000+   |
| Швајцарска           | 3                         | Платинаст            | 50.000+    |
| Уједињено Краљевство |                           | 3x Платинаст         | 900.000+   |
| САД                  | 6                         | 3x Платинаст         | 2 100.000+ |
| СВЕТ                 |                           | [ 14 ] [ 15 ] [ 16 ] | 8.000.000+ |